# Dwudziesty trzeci Kneset
Dwudziesty trzeci Kneset – dwudziesta trzecia kadencja parlamentu Izraela odbywająca się w latach 2019–2020. Kneset wyłoniony został w przyśpieszonych wyborach parlamentarnych zaplanowanych na 2 marca 2020.
Pomimo że prezydent Re’uwen Riwlin nie powierzył zwycięzcy wyborów misji tworzenia nowego rządu, to liczba posłów partii, które zapowiedziały przystąpienie do rządu tworzonego przez Binjamina Netanjahu nie jest wystarczająca. Suma miejsc Likudu, Szasu, Zjednoczonego Judaizmu Tory, Sztandaru Tory i Jaminy daje 58 mandatów, co nie daje możliwości stworzenia większości parlamentarnej. Wynik wyborczy Zjednoczonej Listy sprawił, że to od niej zależeć będą rozmowy koalicyjne. Nie wiadomo jednak, jaką decyzję podejmie, ponieważ jej politycy zapowiedzieli, iż nie będą tworzyć koalicji z Likudem, a ich ewentualne poparcie dla rządu Beniego Ganca też nie jest pewne.
9 marca doszło do porozumienia Ajmana Audy i Ahmada at-Tajjibiego Zjednoczonej Listy z Niebiesko-Białymi w sprawie wsparcia mniejszościowej koalicji, czyli Arabowie znaleźliby się poza rządem, ale poparliby jego utworzenie i funkcjonowanie. Dwóch posłów partii Telem, która wchodzi w skład Niebiesko-Białych, zapowiedziało, że opuści partię na znak protestu wobec porozumienia z Arabami. Partie ortodoksyjne – Szas i Zjedncozony Judaizm Tory – zapowiedziały, że nie poprą mniejszościowego rządu Ganca. A jeżeli taki powstanie, to zrobią wszystko żeby doszło do kolejnych wyborów. Narodowo-religijna Jamina uznała, że mniejszościowy rząd Ganca może stanowić zagrożenie dla Izraela. Wszystkie trzy partie uznały, że jedynie Netanjahu może zagwarantować żydowski i demokratyczny charakter państwa.
15 marca Nasz Dom Izrael uznała, że podobnie jak Zjednoczona Lista i blok Partia Pracy-Geszer-Merec poprze kandydaturę Ganca na premiera. W takiej sytuacji, to lider Niebiesko-Białych dysponuje przewagą miejsc w ewentualnej koalicji (61) w stosunku do bloku prawicowego (58). Tego samego dnia prezydent Izraela ogłosił, że Ganc zostanie wytypowany do próby powołania nowego rządu.
26 marca po długich negocjacjach pomiędzy partiami Ganc zgodził się na utworzenie rządu jedności z Likudem. Krok ten spotkał się ze sprzeciwem Lapida i Ja’alona, którzy złożyli wniosek o wystąpienie z koalicji Niebiesko-Białych. Ganc zaoferował Netanjahu, że mógłby objąć tekę ministra spraw zagranicznych i stanowisko przewodniczącego Knesetu. W 2021 miałaby nastąpić zamiana na stanowisku premiera. Koalicja bloku prawicowego z Mocą Izraela Beniego Ganca miała by posiadać w Knesecie 78–79 miejsc.
20 kwietnia Ganc i Netanjahu podpisali porozumienie o utworzeniu rządu jedności narodowej. Według niego Netanjahu pozostanie premierem do października 2021 roku, następnie zostanie zastąpiony przez Ganca. Likud będzie mógł obsadzić ministerstwa: finansów, zdrowia, bezpieczeństwa wewnętrznego, budownictwa, transportu i edukacji. Niebiesko-Biali otrzymają ministerstwa: obrony, spraw zagranicznych, sprawiedliwości, kultury, komunikacji i gospodarki. Przewodniczący Knesetu będzie wybrany z Likudu.
Do 22 grudnia 2020 roku rządzącej koalicji nie udało się przegłosować ustawy budżetowej na następny rok. W związku z tym zarządzono automatycznie kolejne wybory parlamentarne, które odbęda się za 90 dni – 23 marca 2021 roku.

## Wyniki wyborów
|  | Partia                                                 | Głosy     | %      | Miejsca | +/- | Przywódca                                                     |
|  | ------------------------------------------------------ | --------- | ------ | ------- | --- | ------------------------------------------------------------- |
|  | Likud                                                  | 1 352 449 | 29.46% | 36      | 4   | Binjamin Netanjahu                                            |
|  | Niebiesko-Biali (Moc Izraela, Telem i Jest Przyszłość) | 1 220 381 | 26.59% | 33      |     | Beni Ganc, Ja’ir Lapid, Mosze Ja’alon                         |
|  | Zjednoczona Lista                                      | 581 507   | 12.67% | 15      | 2   | Ajman Auda                                                    |
|  | Szas                                                   | 352 853   | 7.69%  | 9       |     | Arje Deri                                                     |
|  | Zjednoczony Judaizm Tory Degel ha-Tora                 | 274 437   | 5.98%  | 7       |     | Ja’akow Litzman, Mosze Gafni                                  |
|  | Partia Pracy-Geszer-Merec                              | 267 480   | 5.83%  | 7       | 1   | Amir Perec, Orli Lewi-Abekasis, Niccan Horowic                |
|  | Nasz Dom Izrael                                        | 263 365   | 5.74%  | 7       | 1   | Awigdor Lieberman                                             |
|  | Jamina (Nowa Prawica, Żydowski Dom i Unia Narodowa)    | 240 689   | 5.24%  | 6       | 1   | Ajjelet Szaked, Naftali Bennett, Rafi Perec, Becalel Smotricz |
|  | Żydowska Siła                                          | 19 402    | 0.42%  | 0       |     |                                                               |

Źródło: תוצאות האמת של הבחירות לכנסת ה-23, Kneset [Dostęp: 08.03.2020]; R. Wootliff, Final election results delayed due to ‘extra checks’ in some 20 polling stations, "The Times of Israel" [Dostęp: 05.03.20202].

## Posłowie i podziały
| Partia                                 | Posłowie |
| -------------------------------------- | --- |
| Likud                                  | Binjamin Netanjahu, Juli-Jo’el Edelstein, Jisra’el Kac, Gilad Erdan, Gide’on Sa’ar, Miri Regew, Jariw Lewin, Jo’aw Galant, Nir Barkat, Gila Gamli’el, Awi Dichter, Ze’ew Elkin, Chajjim Kac, Eli Kohen, Cachi Hanegbi, Ofir Akunis, Juwal Steinitz, Cippi Chotoweli, Dawid Amsalem, Gadi Jewarkan, Amir Ochanna, Ofir Kac, Etti Chawa Atijja, Jo’aw Kisz, Dawid Bitan, Keren Barak, Szelomo Karaj, Miki Zohar, Jifat Szasza-Bitton, Szaren Haskel, Michal Szir Segman, Katrin Szitrit, Fatin Mulla, Maj Golan, Tali Ploskow, Uzzi Dajan |
| Niebiesko-Biali                        | Beni Ganc, Gabi Aszkenazi, Awi Nissenkorn, Miki Chajjimowicz, Micha’el Biton, Jechi’el Mosze Troper, Orit Farkasz Hakohen, Meraw Kohen, Asaf Zamir, Jizhar Szaj, Omer Jankelewicz, Penina Tamanu, Alon Szuster, Ram Szefa, Eitan Ginzburg |
| Jest Przyszłość-Telem                  | Ja’ir Lapid, Mosze Ja’alon, Me’ir Kohen, Ofer Szelach, Orna Barbiwaj, Karin Elharrar, Jo’el Razwozow, Elazar Sztern, Miki Lewi, Ghadir Marih, Ram Ben-Barak, Jo’aw Segalowicz, Bo’az Toporowski, Orli Fruman, Idan Rol, Andrej Kożinow |
| Zjednoczona Lista                      | Ajman Auda (Hadasz), Metanes Szechade (Balad), Ahmad at-Tajjibi (Ta’al), Mansur Abbas (Ra’am), Ajida Tuma-Sulajman (Hadasz), Walid Taha (Ra’am), Ofer Kasif (Hadasz), Hiba Jazbak (Balad), Usama Sadi (Ta’al), Jusuf Dżabarin (Hadasz), Sa’id Alcharumi (Ra’am), Dżabar Asatra (Hadasz), Sami Abu Szechade (Balad), Sundos Salach (Ta’al), Iman Chatib (Ra’am) |
| Szas                                   | Arje Deri, Jicchak Kohen, Meszullam Nahari, Ja’akow Margi, Jo’aw Ben Cur, Micha’el Malchieli, Mosze Arbel, Jinnon Azulaj, Mosze Abutbul |
| Zjednoczony Judaizm Tory–Degel ha-Tora | Ja’akow Litzman (Agudat Israel), Mosze Gafni (Sztandar Tory), Me’ir Porusz (Agudat Israel), Uri Maklew (Sztandar Tory), Ja’akow Tesler (Agudat Israel), Ja’akow Aszer (Sztandar Tory), Jisra’el Eichler (Agudat Israel) |
| Nasz Dom Izrael                        | Awigdor Lieberman, Oded Forer, Jewgienij Sowa, Eli Awidar, Julia Malinowski, Hamad Amar, Aleks Kuszner |
| Jamina                                 | Naftali Bennett (Nowa Prawica), Ajjelet Szaked (Nowa Prawica), Becalel Smotricz (Unia Narodowa), Matan Kahana (Nowa Prawica), Ofir Sofer (Unia Narodowa) |
| Partia Pracy                           | Amir Perec, Icchak Szmuli, Meraw Micha’eli |
| Merec                                  | Niccan Horowic, Tamar Zandberg, Ja’ir Golan |
| Derech Erec                            | Jo’az Hendel, Cewi Hauzer |
| Geszer                                 | Orli Lewi-Abekasis |
| Żydowski Dom                           | Rafi Perec |

- W marcu odłączenie się od koalicji Partii Pracy i Mereca ogłosiła Orli Lewi-Abekasis, był to sprzeciw wobec decyzji koalicji o poparciu mniejszościowego rządu z poparciem partii arabskich[11],

- 15 marca Ja’el German ze względów zdrowotnych została zastąpiona przez Idana Rola[12],

- 29 marca Jest Przyszłość i Telem odłączyły się od koalicji Niebiesko-Białych. Stworzyły one nową frakcję – Jesz Atid-Telem. Tego samego dnia zatwierdzono, że w ramach Niebiesko-Białych będzie funkcjonować frakcje Derech Erec, którą stworzyli Jo’az Hendel i Cewi Hauzer. Ponadto zatwierdzono przejście Ghadira Mariha z Niebiesko-Białych do Jest Przyszłość i Peniny Tamanu z Jest Przyszłość do Niebiesko-Białych[13],
- 14 maja 2020 roku, pomimo protestów Bennetta i Smotricza z Jaminy, Perec zdecydował się porozumieć z Netanjahu i pozostał na stanowisku ministra Jerozolimy i dziedzictwa narodowego[14]. Z kolei 14 lipca Perec ogłosił wystąpienie Żydowskiego Domu z Jaminy jako oddzielnej frakcji w Knesecie[15].

### Zmiany
| Partia/Koalicja         | Nowy poseł          | Zmieniony             | Przyczyna | Data       |
| ----------------------- | ------------------- | --------------------- | --- | ---------- |
| Niebiesko-Biali         | Michal Wunsz        | Alon Szuster          | Alon Szuster został mianowany na podstawie prawa norweskiego na ministra                                                                                         | 19.06.2020 |
| Niebiesko-Biali         | E’inaw Kabla        | Asaf Zamir            | Asaf Zamir został mianowany na podstawie prawa norweskiego na ministra                                                                                           | 19.06.2020 |
| Niebiesko-Biali         | Techila Friedman    | Micha’el Biton        | Micha’el Biton został mianowany na podstawie prawa norweskiego rady ministrów                                                                                    | 19.06.2020 |
| Niebiesko-Biali         | Hila Wazan          | Orit Farkasz Hakohen  | Orit Farkasz Hakohen została mianowana na podstawie prawa norweskiego na ministra                                                                                | 21.06.2020 |
| Niebiesko-Biali         | Ja’el Ben Mosze     | Ofer Szelach          | Ofer Szelach zrezygnował z mandatu poselskiego w Jesz Atid. Jego miejsce zajęła posłanka ze wspólnej listy, na której startowały Jesz Atid, Telem i Moc Izraela. | 29.12.2020 |
| Likud                   | Ari’el Kalner       | Cippi Chotoweli       | Cippi Chotoweli została mianowana na podstawie prawa norweskiego na ministra                                                                                     | 05.07.2020 |
| Likud                   | Osnat Hila Mark     | Gilad Erdan           | Gilad Erdan zrezygnował z mandatu po wyborze go na przedstawiciela Państwa Izrael przy ONZ                                                                       | 05.07.2020 |
| Likud                   | Amit Halewi         | Amir Ochanna          | Amir Ochanna został mianowany na podstawie prawa norweskiego na ministra                                                                                         | 30.07.2020 |
| Likud                   | Nisim Waturi        | Gide’on Sa’ar         | Gide’on Sa’ar opuścił Likud, zrezygnował z mandatu i założył własną partię                                                                                       | 11.12.2020 |
| Likud                   | Szewach Sztern      | Michal Szir Segman    | Michal Szir Segman przeszła do partii Sa’ara – Nowa Nadzieja | 24.12.2020 |
| Likud                   | Ajjub Kara          | Szaren Haskel         | Szaren Haskel przeszła do partii Sa’ara – Nowa Nadzieja | 25.12.2020 |
| Likud                   | Mati Jogew          | Ze’ew Elkin           | Ze’ew Elkin przeszedł do partii Sa’ara – Nowa Nadzieja | 27.12.2020 |
| Szas                    | Uri’el Buso         | Arje Deri             | Arje Deri został mianowany na podstawie prawa norweskiego na ministra                                                                                            | 21.06.2020 |
| Szas                    | Josef Tajjeb        | Jo’aw Ben Cur         | Jo’aw Ben Cur został mianowany na podstawie prawa norweskiego rady ministrów                                                                                     | 01.07.2020 |
| Zjednoczony Judaim Tory | Jicchak Pindrus     | Me’ir Porusz          | Me’ir Porusz został mianowany na podstawie prawa norweskiego rady ministrów                                                                                      | 19.06.2020 |
| Zjednoczony Judaim Tory | Elijahu Chasid      | Ja’akow Litzman       | Ja’akow Litzman został mianowany na podstawie prawa norweskiego na ministra                                                                                      | 24.06.2020 |
| Zjednoczony Judaim Tory | Elijahu Baruchi     | Uri Maklew            | Uri Maklew został mianowany na podstawie prawa norweskiego rady ministrów                                                                                        | 24.06.2020 |
| Jesz Atid-Telem         | Joraj Lahaw-Hercano | Jechi’el Mosze Troper | Jechi’el Mosze Troper został mianowany na podstawie prawa norweskiego na ministra                                                                                | 19.06.2020 |
| Jesz Atid-Telem         |                     | Ofer Szelach          | Ofer Szelach zrezygnował z mandatu poselskiego w Jesz Atid. Jego miejsce zajęła posłanka ze wspólnej listy, na której startowały Jesz Atid, Telem i Moc Izraela. |            |

Źródło: Kneset, Currently Functioning Parliamentary Groups (dostęp: 21.12.2020).